# 刘廷焕
刘廷焕（1942年11月—），辽宁瓦房店人。中华人民共和国政治人物。

## 生平
1962年9月至1966年9月，在辽宁财经学院财政系财政金融专业学习。1966年9月至1968年8月，留校待分配。1968年8月至1979年5月，任中国人民银行辽宁省桓仁县支行、复县支行信贷员、信贷股股长、政工股股长。1973年4月，加入中国共产党。1979年5月至1981年9月，任中国人民银行复县支行副行长。1981年9月至1983年10月，任中国人民银行辽宁省大连分行计划科科长。1983年10月至1985年8月，任中国人民银行大连分行行长、党组书记。1985年8月至1993年9月，任中国工商银行副行长、党组成员。1993年9月至1996年12月，任中国工商银行副行长、党组副书记。1996年12月至2002年2月，任中国工商银行行长、党组书记、党委书记。2002年2月，任中国人民银行副行长、党委副书记。2003年3月，当选为政协第十届全国委员会常务委员、经济委员会副主任。中共第十五届中央候补委员。2004年，任中国银联股份有限公司董事长。2010年8月退休。